# Карлтон, Альберт
Альбе́рт Ка́рлтон Бо́ствик (22 июня 1878 — 10 ноября 1911) — американский банкир, спортсмен и автолюбитель.

## Ранние годы
Боствик родился в Нью-Йорке 22 июня 1878 года. Он был единственным сыном, рождённым Джабезом А. Боствиком и Хелен Селия (урождённая Форд) Боствик (1848—1920). Его отец был партнёром-основателем Standard Oil, крупным акционером и президентом New York and New England Railroad, крупным акционером Housatonic Railroad и членом Нью-Йоркской хлопковой биржи. Его двумя сёстрами были Нелли Форд Боствик, которая была замужем дважды, и Фрэнсис Эвелин «Фанни» Боствик, которая была замужем четыре раза, в том числе за доктора Сержа Воронова.
Его дедушкой и бабушкой по материнской линии были Смит Рид Форд и Фрэнсис Ли (урождённая Фокс) Форд. Его дедушкой и бабушкой по отцовской линии были Абель Боствик и Салли (урождённая Фитч) Боствик.

## Карьера
Боствик начал работать посыльным в брокерской фирме Walter C. Stokes & Co. В 1899 году он стал особым партнёром фирмы. Он также был заместителем шерифа округа Вестчестер где у него было поместье в Мамаронеке.
Он был «увлечённым наездником и яхтсменом, любил автомобили». Боствик был членом Нью-Йоркского яхт-клуба, Американского яхт-клуба, бывшего коммодора яхт-клуба Ларчмонт, клуба Union League, клуба верховой езды, Westchester Country Club, Apawamis Club и Meadow Brook Клуб. На своём автомобиле Боствик установил несколько рекордов наземной скорости в США и Европе.
Боствику принадлежали: Лимитед, 46-футовый паровой яхты и Vergemere, 315-футовая вспомогательная шхуна.

## Личная жизнь
В июне 1898 года Боствик женился на Мари Лилиан Стоукс (1877—1962) от преподобного. Д-р Дэвид Х. Грир в епископальной церкви Святого Варфоломея в Нью-Йорке. Мари была дочерью Софии Айзекс (урождённой Локвуд) Стокса и Генри Болтера Стоукса, президента Манхэттенской компании по страхованию жизни. Её сестра, Флоренс Локвуд Стоукс, была замужем за Ф. Амброузом Кларком (сыном Альфреда Корнинга Кларка и внуком Эдварда Кэбота Кларка). Вместе они жили на Пятой авеню, 801 (в доме рядом с его матерью).
- Дороти Стоукс Боствик (1899—2001), филантроп и первая женщина, имеющая лицензию пилота вертолёта[12]. Она вышла замуж за У. Т. Сэмпсона Смита, внука контр-адмирала Уильяма Т. Сэмпсона . Позже она вышла замуж за Джозефа Кэмпбелла, 4-го генерального контролёра Соединённых Штатов[13].
- Альберт К. Боствик-младший (1901—1980), чистокровный владелец и заводчик скаковых лошадей, чей помощник по лошади выиграл в 1931 году ставки Preakness Stakes. Он женился на Элеоноре П. Сейдж в 1937 году[14].
- Лиллиан Боствик (1906—1987)[15], владелец чистокровных скаковых лошадей с препятствиями, восемь раз выигрывавшая Гранд-национальный чемпионат Америки и вышедшая замуж за Огден Фиппс[16].
- Данбар Райт Боствик (1908—2006), председатель Aviation Instrument Manufacturing Corp., занимался разведением породистых лошадей[17]. Он женился на Электре Уэбб, дочери Электры Хавемейер Уэбб и Джеймса Уотсона Уэбба II, внучки Лилы Вандербильт Уэбб[5].
- Джордж Герберт «Пит» Боствик (1909—1982), игрок Зала славы поло, жокей Зала славы скачек с препятствиями и тренер по конному спорту[18].

После двухнедельной болезни Боствик умер в доме своей матери на Пятой авеню 800 в Нью-Йорке 10 ноября 1911 года. После его смерти в 1914 году его вдова снова вышла замуж за Фитча Гилберта-младшего, выпускника Гарвардской и Колумбийской школы права.